# واين لو
واين لو (بالإنجليزية: Wayne Law)‏ (4 سبتمبر 1978 في المملكة المتحدة - ) هو لاعب كريكت بريطاني. لعب مع نادي مقاطعة غلاموركن للكريكت ‏.

## وصلات خارجية
- واين لو على موقع إي آس بي آن كريك إنفو (الإنجليزية)